# میچو
میچو (انگلیسی: Michu؛ زادهٔ ۲۱ مارس ۱۹۸۶) یک بازیکن فوتبال اهل اسپانیا است.
از باشگاه‌هایی که در آن بازی کرده‌است می‌توان به سوانزی سیتی، ناپولی و سلتاویگو اشاره کرد.
وی همچنین در تیم ملی فوتبال اسپانیا بازی کرده است.